# Округла r

Звичайна і округла r у готичнім шрифті Швабахер.

Округла r (ꝛ), відома також як r ротунда (r rotunda) — історичний графічний варіант малої латинської літери r, що застосовувався в середньовічних манускриптах і друкованих книжках до XVI століття, насамперед у готичних шрифтах.  

## Форма

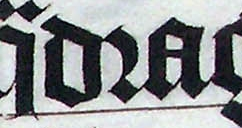
Округла r у слові quadraginta в латинській Біблії 1407 року.

Цей символ мав декілька різних форм, всі вони мали висоту x. Форма літери в готичних шрифтах Textualis і Ротунда нагадує половину r, а саме праву частину літери R римського капітального письма, що нагадує арабську цифру "2". 
На відміну від інших літер, що також мали варіанти, орфографічні чи типографічні, таких як довга s, округла r — це лише каліграфічний чи естетичний варіант, що застосовувався, коли літері r передувала літера з закругленням по провому боку, наприклад o, b, p, h (також d, де ця літера не має вертикальної, як у ð, риски), у сполученні rr тощо (друга літера сполучення). 

Unicode: пара велика і мала округа r відображена в різних шрифтах

Незважаючи на це, деякі спеціальні студії (медієвістика і палеографія) потребують розглядати округлу r як окрему літеру, що має чітко ідентифікуватись і відображатись у тексті незалежно від застосованого шрифту. Спеціально для таких випадків в Unicode запроваджено цю літеру починаючи з версії 5.1 у блоці Розширена латиниця-D.